# Zgornje Medgorje
Zgornje Medgorje (nemško Obermieger) je naselje v Občini Žrelec v Okraju Celovec-dežela na Koroškem v Avstriji.